# Geniostoma confertiflorum
Geniostoma confertiflorum là một loài thực vật thuộc họ Loganiaceae đặc hữu của Fiji.